# Tribunas Abiertas en Cuba

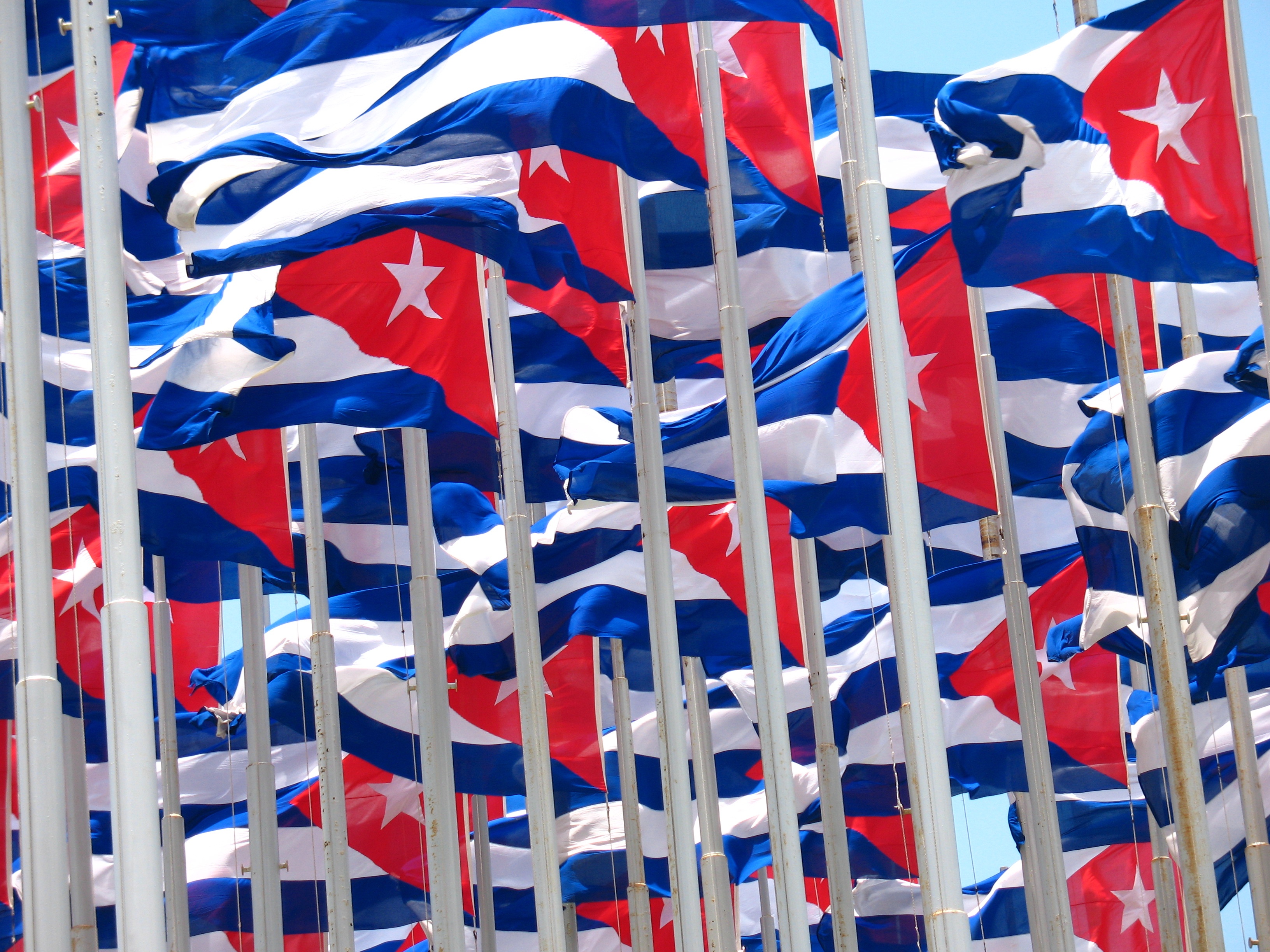
Banderas de Cuba ondeando en la tribuna antiimperialista de La Habana.

Las Tribunas Abiertas Antiimperialistas de Cuba constituyen un conjunto de actividades políticas en las que los dirigentes del país (incluyendo a Fidel Castro), trabajadores e incluso estudiantes exponen ideas discursadas a grandes concentraciones de personas. 

## Historia
Las Tribunas Abiertas, formaron parte de la estrategia del gobierno de Fidel Castro para convocar al pueblo en la exigencia de liberación de Elián González y de los cinco cubanos presos en los Estados Unidos. Medios oficiales y personas vinculadas al gobierno reportaron asistencias de más de 500,000 personas. Sin embargo, un análisis objetivo de las imágenes disponibles y los datos técnicos de la concentración desmintieron estas cifras, reportando 30,000 personas en la manifestación.
Se realizan a menudo actividades culturales en ellas, conciencia revolucionaria y fortifica el patriotismo cubano. Es costumbre que en ellas se agiten en las manos de los ciudadanos los miles de banderillas cubanas. Además comúnmente son transmitidas en directo a través de la cadena de TV Cubavisión.